# 1,7
1,7 er en kortfilm instrueret af Benjamin Holmsteen efter eget manuskript.

## Handling
Et lille drama om en kvinde, som nøgternt har planlagt og gennemført et omfattende bankrøveri med to medhjælpere. Det forløber ikke helt gnidningsløst. Én af medhjælperne fanges, og den anden såres af politiet, og alt er ved at falde til jorden. Kvinden har imidlertid en dybere plan end medhjælperne ved af.